# Quatrième circonscription de la Marne
La quatrième circonscription de la Marne est l'une des 5 circonscriptions législatives françaises que compte le département de la Marne (51) situé en région Champagne-Ardenne puis Grand Est.

## Description géographique et démographique

### De 1958 à 1986
Le département avait quatre circonscriptions.
La quatrième circonscription de la Marne était composée de :
- canton d'Anglure
- canton d'Avize
- canton de Dormans
- canton d'Écury-sur-Coole
- canton d'Épernay
- canton d'Esternay
- canton de Fère-Champenoise
- canton de Montmirail
- canton de Montmort
- canton de Sézanne
- canton de Sompuis
- canton de Vertus

Source : Journal Officiel du 14-15 Octobre 1958.

### Depuis 1988
La quatrième circonscription de la Marne est délimitée par le découpage électoral de la loi n°86-1197 du 24 novembre 1986 dite Pasqua, elle regroupe alors les divisions administratives suivantes : 
- Canton de Châlons-sur-Marne-I
- Canton de Châlons-sur-Marne-II
- Canton de Châlons-sur-Marne-III
- Canton de Châlons-sur-Marne-IV
- Canton de Givry-en-Argonne
- Canton de Marson
- Canton de Sainte-Menehould
- Canton de Ville-sur-Tourbe.

D'après le recensement général de la population en 1999, réalisé par l'Institut national de la statistique et des études économiques (INSEE), la population totale de cette circonscription est estimée à 88 228 habitants,.

### Depuis 2012
La quatrième circonscription de la Marne est délimitée par le découpage électoral de la loi n°2010-165 du 23 février 2010 : 
- Canton de Beine-Nauroy
- Canton de Châlons-en-Champagne I
- Canton de Châlons-en-Champagne II
- Canton de Châlons-en-Champagne III
- Canton de Châlons-en-Champagne IV
- Canton de Givry-en-Argonne
- Canton de Reims VII
- Canton de Sainte-Menehould
- Canton de Suippes
- Canton de Ville-sur-Tourbe.

Depuis le redécoupage cantonal de 2014 en France, cette circonscription englobe les cantons de :
- Canton de Beine-Nauroy
- Canton de Châlons-en-Champagne-1
- Canton de Châlons-en-Champagne-2
- Canton de Châlons-en-Champagne-3
- Canton de Châlons-en-Champagne-4
- Canton de Givry-en-Argonne
- Canton de Reims-7
- Canton de Sainte-Menehould
- Canton de Suippes
- Canton de Ville-sur-Tourbe[7].

## Historique des députations
| Législature | Début de mandat | Fin de mandat  | Député            | Parti politique       | Observations                                                                           |
| ----------- | --------------- | -------------- | ----------------- | --------------------- | -------------------------------------------------------------------------------------- |
| IXe         | 23 juin 1988    | 1er avril 1993 | Bruno Bourg-Broc  | RPR                   |                                                                                        |
| Xe          | 2 avril 1993    | 21 avril 1997  | Bruno Bourg-Broc, | RPR,                  | Mandat écourté à la suite d'une dissolution parlementaire décidée par Jacques Chirac.  |
| XIe         | 12 juin 1997    | 18 juin 2002   | Bruno Bourg-Broc, | RPR,                  |                                                                                        |
| XIIe        | 19 juin 2002    | 19 juin 2007   | Bruno Bourg-Broc, | UMP,                  |                                                                                        |
| XIIIe       | 20 juin 2007    | 19 juin 2012   | Benoist Apparu    | UMP                   |                                                                                        |
| XIVe        | 20 juin 2012    | 20 juin 2017   | Benoist Apparu    | UMP puis LR           |                                                                                        |
| XVe         | 21 juin 2017    | 21 juin 2022   | Lise Magnier      | LR (2017) Agir (2017) |                                                                                        |
| XVIe        | 22 juin 2022    | 9 juin 2024    | Lise Magnier      | Horizons              | Mandat écourté à la suite d'une dissolution parlementaire décidée par Emmanuel Macron. |
| XVIIe       | 8 juillet 2024  | En cours       | Lise Magnier      | Horizons              |                                                                                        |

## Historique des élections

### Élections de 1958
| Candidat       | Candidat             | Parti          | Premier tour | Premier tour | Second tour | Second tour |  |
| Candidat       | Candidat             | Parti          | Voix         | %            | Voix        | %           |  |
| -------------- | -------------------- | -------------- | ------------ | ------------ | ----------- | ----------- |  |
|                | René Charpentier élu | MRP            | 13 724       | 29,55        | 18 656      | 38,94       |  |
|                | Alcide Benoît        | PCF            | 11 856       | 25,52        | 14 113      | 29,45       |  |
|                | René Bouillon        | UNR            | 10 899       | 23,46        | 15 146      | 31,61       |  |
|                | Claude des Portes    | Radsoc         | 5 780        | 12,44        | Retrait     | Retrait     |  |
|                | Albert Bergère       | SFIO           | 4 191        | 9,02         | Retrait     | Retrait     |  |
|                |                      |                |              |              |             |             |  |
| Inscrits       | Inscrits             | Inscrits       | 61 794       | 100,00       | 61 805      | 100,00      |  |
| Abstentions    | Abstentions          | Abstentions    | 14 204       | 22,99        | 12 927      | 20,92       |  |
| Votants        | Votants              | Votants        | 47 590       | 77,01        | 48 878      | 79,08       |  |
| Blancs et nuls | Blancs et nuls       | Blancs et nuls | 1 140        | 2,4          | 963         | 1,97        |  |
| Exprimés       | Exprimés             | Exprimés       | 46 450       | 97,6         | 47 915      | 98,03       |  |

Le suppléant de René Charpentier était François Crombez, conseiller général, maire de Montmort.

### Élections de 1962
| Candidat       | Candidat                       | Parti          | Premier tour | Premier tour | Second tour | Second tour |  |
| Candidat       | Candidat                       | Parti          | Voix         | %            | Voix        | %           |  |
| -------------- | ------------------------------ | -------------- | ------------ | ------------ | ----------- | ----------- |  |
|                | René Charpentier sortant réélu | MRP            | 12 712       | 31,73        | 15 909      | 35,83       |  |
|                | René Bouillon                  | UNR-UDT        | 12 589       | 31,42        | 14 956      | 33,69       |  |
|                | Robert Morillon                | PCF            | 10 283       | 25,67        | 13 532      | 30,48       |  |
|                | Paul Gérard                    | Radsoc         | 4 480        | 11,18        | Retrait     | Retrait     |  |
|                |                                |                |              |              |             |             |  |
| Inscrits       | Inscrits                       | Inscrits       | 61 041       | 100,00       | 61 026      | 100,00      |  |
| Abstentions    | Abstentions                    | Abstentions    | 19 548       | 32,02        | 15 551      | 25,48       |  |
| Votants        | Votants                        | Votants        | 41 493       | 67,98        | 45 475      | 74,52       |  |
| Blancs et nuls | Blancs et nuls                 | Blancs et nuls | 1 429        | 3,44         | 1 078       | 2,37        |  |
| Exprimés       | Exprimés                       | Exprimés       | 40 064       | 96,56        | 44 397      | 97,63       |  |

Le suppléant de René Charpentier était François Crombez.

### Élections de 1967
| Candidat       | Candidat                 | Parti          | Premier tour | Premier tour | Second tour | Second tour |  |
| Candidat       | Candidat                 | Parti          | Voix         | %            | Voix        | %           |  |
| -------------- | ------------------------ | -------------- | ------------ | ------------ | ----------- | ----------- |  |
|                | René Bouillon            | UD-Ve          | 14 799       | 30,21        | 16 779      | 33,24       |  |
|                | René Charpentier sortant | CD (PDM)       | 14 150       | 28,89        | 15 514      | 30,74       |  |
|                | Robert Morillon élu      | PCF            | 11 400       | 23,27        | 18 180      | 36,02       |  |
|                | Édouard Gourtovoy        | FGDS (SFIO)    | 8 637        | 17,63        | Retrait     | Retrait     |  |
|                |                          |                |              |              |             |             |  |
| Inscrits       | Inscrits                 | Inscrits       | 62 440       | 100,00       | 62 436      | 100,00      |  |
| Abstentions    | Abstentions              | Abstentions    | 12 280       | 19,67        | 11 129      | 17,82       |  |
| Votants        | Votants                  | Votants        | 50 160       | 80,33        | 51 307      | 82,18       |  |
| Blancs et nuls | Blancs et nuls           | Blancs et nuls | 1 174        | 2,34         | 834         | 1,63        |  |
| Exprimés       | Exprimés                 | Exprimés       | 48 986       | 97,66        | 50 473      | 98,37       |  |

Le suppléant de Robert Morillon était Maurice Mestre, employé SNCF, maire de Saint-Just-Sauvage.

### Élections de 1968
|                | Bernard Stasi élu       | CD (PDM) (UDR) | 28 698 | 57,49  |  |  |  |
|                | Robert Morillon sortant | PCF            | 13 339 | 26,72  |  |  |  |
|                | Édouard Gourtovoy       | FGDS (SFIO)    | 7 877  | 15,78  |  |  |  |
|                |                         |                |        |        |  |  |  |
| Inscrits       | Inscrits                | Inscrits       | 62 507 | 100,00 |  |  |  |
| Abstentions    | Abstentions             | Abstentions    | 11 565 | 18,5   |  |  |  |
| Votants        | Votants                 | Votants        | 50 942 | 81,5   |  |  |  |
| Blancs et nuls | Blancs et nuls          | Blancs et nuls | 1 028  | 2,02   |  |  |  |
| Exprimés       | Exprimés                | Exprimés       | 49 914 | 97,98  |  |  |  |

Le suppléant de Bernard Stasi était Pierre Caurier, conseiller général du canton de Sézanne.

### Élections de 1973
|                | Bernard Stasi sortant réélu | CDP (URP)      | 26 114 | 50,45  |  |  |  |
|                | Robert Morillon             | PCF            | 14 392 | 27,8   |  |  |  |
|                | Daniel Guerlet              | PS (UGSD)      | 9 340  | 18,04  |  |  |  |
|                | Pierre Abilarra             | Divers droite  | 1 916  | 3,7    |  |  |  |
|                |                             |                |        |        |  |  |  |
| Inscrits       | Inscrits                    | Inscrits       | 65 912 | 100,00 |  |  |  |
| Abstentions    | Abstentions                 | Abstentions    | 12 419 | 18,84  |  |  |  |
| Votants        | Votants                     | Votants        | 53 493 | 81,16  |  |  |  |
| Blancs et nuls | Blancs et nuls              | Blancs et nuls | 1 731  | 3,24   |  |  |  |
| Exprimés       | Exprimés                    | Exprimés       | 51 762 | 96,76  |  |  |  |

Le suppléant de Bernard Stasi était Pierre Caurier. Pierre Caurier remplaça Bernard Stasi, nommé membre du gouvernement, du 6 mai 1973 au 2 avril 1978.

### Élections de 1978
| Candidat       | Candidat                    | Parti             | Premier tour | Premier tour | Second tour | Second tour |  |
| Candidat       | Candidat                    | Parti             | Voix         | %            | Voix        | %           |  |
| -------------- | --------------------------- | ----------------- | ------------ | ------------ | ----------- | ----------- |  |
|                | Bernard Stasi sortant réélu | UDF (CDS)         | 25 904       | 41,41        | 37 215      | 59,01       |  |
|                | Jacques Perrein             | PCF               | 13 710       | 21,92        | 25 850      | 40,99       |  |
|                | Michel Thomas               | PS                | 11 191       | 17,89        | Retrait     | Retrait     |  |
|                | Robert Ravillon             | RPR               | 7 641        | 12,21        |             |             |  |
|                | Marc Lefèvre                | MRG               | 1 432        | 2,29         |             |             |  |
|                | Jean Kerourédan             | Divers écologiste | 1 043        | 1,67         |             |             |  |
|                | André Lancteau              | LO                | 974          | 1,56         |             |             |  |
|                | Jacques Furlan              | PSU (FA)          | 664          | 1,06         |             |             |  |
|                |                             |                   |              |              |             |             |  |
| Inscrits       | Inscrits                    | Inscrits          | 73 899       | 100,00       | 74 078      | 100,00      |  |
| Abstentions    | Abstentions                 | Abstentions       | 10 181       | 13,78        | 9 292       | 12,54       |  |
| Votants        | Votants                     | Votants           | 63 718       | 86,22        | 64 786      | 87,46       |  |
| Blancs et nuls | Blancs et nuls              | Blancs et nuls    | 1 159        | 1,82         | 1 721       | 2,66        |  |
| Exprimés       | Exprimés                    | Exprimés          | 62 559       | 98,18        | 63 065      | 97,34       |  |

Le suppléant de Bernard Stasi était Pierre Caurier.

### Élections de 1981
|                | Bernard Stasi sortant réélu | UDF (CDS)      | 30 081 | 52,71  |  |  |  |
|                | Michel Thomas               | PS             | 17 060 | 29,89  |  |  |  |
|                | Jacques Perrein             | PCF            | 9 929  | 17,40  |  |  |  |
|                |                             |                |        |        |  |  |  |
| Inscrits       | Inscrits                    | Inscrits       | 75 880 | 100,00 |  |  |  |
| Abstentions    | Abstentions                 | Abstentions    | 18 101 | 23,85  |  |  |  |
| Votants        | Votants                     | Votants        | 57 779 | 76,15  |  |  |  |
| Blancs et nuls | Blancs et nuls              | Blancs et nuls | 709    | 1,23   |  |  |  |
| Exprimés       | Exprimés                    | Exprimés       | 57 070 | 98,77  |  |  |  |

Le suppléant de Bernard Stasi était Robert Ravillon, concessionnaire en machines agricoles à Vert-Toulon.

### Élections de 1988
| Candidat       | Candidat                       | Parti             | Premier tour | Premier tour | Second tour | Second tour |  |
| Candidat       | Candidat                       | Parti             | Voix         | %            | Voix        | %           |  |
| -------------- | ------------------------------ | ----------------- | ------------ | ------------ | ----------- | ----------- |  |
|                | Bruno Bourg-Broc sortant réélu | RPR (URC)         | 15 872       | 43,74        | 21 163      | 53,89       |  |
|                | Jean Reyssier sortant          | PCF               | 8 644        | 23,82        | 18 108      | 46,11       |  |
|                | Ghislaine Toutain sortante     | PS                | 7 396        | 20,38        | Retrait     | Retrait     |  |
|                | Yves Legentil                  | FN                | 3 084        | 8,5          |             |             |  |
|                | Pascal Focachon                | Divers écologiste | 1 046        | 2,88         |             |             |  |
|                | Michel Canart                  | POE               | 245          | 0,68         |             |             |  |
|                |                                |                   |              |              |             |             |  |
| Inscrits       | Inscrits                       | Inscrits          | 57 386       | 100,00       | 57 377      | 100,00      |  |
| Abstentions    | Abstentions                    | Abstentions       | 20 533       | 35,78        | 16 879      | 29,42       |  |
| Votants        | Votants                        | Votants           | 36 853       | 64,22        | 40 498      | 70,58       |  |
| Blancs et nuls | Blancs et nuls                 | Blancs et nuls    | 566          | 1,54         | 1 227       | 3,03        |  |
| Exprimés       | Exprimés                       | Exprimés          | 36 287       | 98,46        | 39 271      | 96,97       |  |

Le suppléant de Bruno Bourg-Broc était Michel Lecourtier, conseiller général du canton de Sainte-Menehould.

### Élections de 1993
| Candidat       | Candidat                       | Parti             | Premier tour | Premier tour | Second tour | Second tour |  |
| Candidat       | Candidat                       | Parti             | Voix         | %            | Voix        | %           |  |
| -------------- | ------------------------------ | ----------------- | ------------ | ------------ | ----------- | ----------- |  |
|                | Bruno Bourg-Broc sortant réélu | RPR (UPF)         | 14 777       | 41,27        | 21 715      | 62,97       |  |
|                | Jean Reyssier                  | PCF               | 4 872        | 13,61        | 12 768      | 37,03       |  |
|                | Pascal Erre                    | FN                | 4 318        | 12,06        |             |             |  |
|                | Bertrand Wiedemann-Goiran      | PS (ADFP)         | 3 608        | 10,08        |             |             |  |
|                | Marc Hamet                     | Divers droite     | 3 425        | 9,56         |             |             |  |
|                | Daniel Yon                     | GÉ (EÉ)           | 2 448        | 6,84         |             |             |  |
|                | Monique Magnan                 | Divers écologiste | 999          | 2,79         |             |             |  |
|                | Fabrice Accadbled              | Divers écologiste | 660          | 1,84         |             |             |  |
|                | Yves Legentil                  | Extrême droite    | 358          | 1            |             |             |  |
|                | Gérard Berthiot                | LCR               | 345          | 0,96         |             |             |  |
|                |                                |                   |              |              |             |             |  |
| Inscrits       | Inscrits                       | Inscrits          | 57 912       | 100,00       | 57 902      | 100,00      |  |
| Abstentions    | Abstentions                    | Abstentions       | 20 390       | 35,21        | 20 445      | 35,31       |  |
| Votants        | Votants                        | Votants           | 37 522       | 64,79        | 37 457      | 64,69       |  |
| Blancs et nuls | Blancs et nuls                 | Blancs et nuls    | 1 712        | 4,56         | 2 974       | 7,94        |  |
| Exprimés       | Exprimés                       | Exprimés          | 35 810       | 95,44        | 34 483      | 92,06       |  |

Le suppléant de Bruno Bourg-Broc était Michel Lecourtier.

### Élections de 1997
| Candidat       | Candidat                       | Parti             | Premier tour | Premier tour | Second tour | Second tour |  |
| Candidat       | Candidat                       | Parti             | Voix         | %            | Voix        | %           |  |
| -------------- | ------------------------------ | ----------------- | ------------ | ------------ | ----------- | ----------- |  |
|                | Bruno Bourg-Broc sortant réélu | RPR               | 13 289       | 37,14        | 19 670      | 52,68       |  |
|                | Gérard Berthiot                | PS                | 7 385        | 20,64        | 17 670      | 47,32       |  |
|                | Jean Jérémita                  | FN                | 6 026        | 16,84        |             |             |  |
|                | Bernard Barberousse            | PCF               | 4 758        | 13,3         |             |             |  |
|                | Francis Leloup                 | Les Verts         | 1 818        | 5,08         |             |             |  |
|                | Marjolaine Cochet              | Divers écologiste | 1 323        | 3,7          |             |             |  |
|                | André Brun                     | LDI (MPF)         | 1 184        | 3,31         |             |             |  |
|                | Marc Gaillard                  | GÉ                | 0            | 0            |             |             |  |
|                |                                |                   |              |              |             |             |  |
| Inscrits       | Inscrits                       | Inscrits          | 57 555       | 100,00       | 57 540      | 100,00      |  |
| Abstentions    | Abstentions                    | Abstentions       | 20 052       | 34,84        | 17 887      | 31,09       |  |
| Votants        | Votants                        | Votants           | 37 503       | 65,16        | 39 653      | 68,91       |  |
| Blancs et nuls | Blancs et nuls                 | Blancs et nuls    | 1 720        | 4,59         | 2 313       | 5,83        |  |
| Exprimés       | Exprimés                       | Exprimés          | 35 783       | 95,41        | 37 340      | 94,17       |  |

Le suppléant de Bruno Bourg-Broc était Michel Lecourtier.

### Élections de 2002
|                | Bruno Bourg-Broc sortant réélu | UMP              | 18 026 | 50,72  |  |  |  |
|                | Gérard Berthiot                | PS (Les Verts)   | 8 017  | 22,56  |  |  |  |
|                | Jacky Renard                   | FN               | 4 212  | 11,85  |  |  |  |
|                | Bernard Barberousse            | PCF              | 1 991  | 5,6    |  |  |  |
|                | Isabelle Loreaux               | MPF              | 640    | 1,8    |  |  |  |
|                | Yves Legentil                  | MNR              | 546    | 1,54   |  |  |  |
|                | Philippe Chailan               | SÉGA             | 516    | 1,45   |  |  |  |
|                | Karel Yon                      | LCR              | 392    | 1,1    |  |  |  |
|                | Sandra Mussler                 | LO               | 390    | 1,1    |  |  |  |
|                | Nelly Barneaud                 | Pôle républicain | 379    | 1,07   |  |  |  |
|                | Stéphane Humbert               | GÉ               | 328    | 0,92   |  |  |  |
|                | Michel Hervault                | Sans étiquette   | 101    | 0,28   |  |  |  |
|                |                                |                  |        |        |  |  |  |
| Inscrits       | Inscrits                       | Inscrits         | 59 356 | 100,00 |  |  |  |
| Abstentions    | Abstentions                    | Abstentions      | 23 210 | 39,1   |  |  |  |
| Votants        | Votants                        | Votants          | 36 146 | 60,9   |  |  |  |
| Blancs et nuls | Blancs et nuls                 | Blancs et nuls   | 608    | 1,68   |  |  |  |
| Exprimés       | Exprimés                       | Exprimés         | 35 538 | 98,32  |  |  |  |

Le suppléant de Bruno Bourg-Broc était Bertrand Courot, délégué territorial de la CGPME, maire de Sainte-Menehould, élu conseiller général du canton de Sainte-Menehould en 2004.

### Élections de 2007
| Candidat       | Candidat              | Parti          | Premier tour | Premier tour | Second tour | Second tour |  |
| Candidat       | Candidat              | Parti          | Voix         | %            | Voix        | %           |  |
| -------------- | --------------------- | -------------- | ------------ | ------------ | ----------- | ----------- |  |
|                | Benoist Apparu élu    | UMP            | 14 146       | 42,36        | 18 523      | 58,94       |  |
|                | Gérard Berthiot       | PS             | 7 415        | 22,2         | 12 905      | 41,06       |  |
|                | Hubert Arrouart       | UDF–MoDem      | 3 032        | 9,08         |             |             |  |
|                | Philippe Michelot     | Divers droite  | 2 328        | 6,97         |             |             |  |
|                | Édith Erre            | FN             | 1 590        | 4,76         |             |             |  |
|                | Dominique Vatel       | PCF            | 1 003        | 3            |             |             |  |
|                | Francis Leloup        | Les Verts      | 903          | 2,7          |             |             |  |
|                | Annette Laurent       | Divers droite  | 858          | 2,57         |             |             |  |
|                | Jean-Jacques Michelet | LCR            | 613          | 1,84         |             |             |  |
|                | Isabelle Loreaux      | MPF            | 471          | 1,41         |             |             |  |
|                | Martine Montagne      | GÉ             | 341          | 1,02         |             |             |  |
|                | Mélanie Fréquelin     | LO             | 314          | 0,94         |             |             |  |
|                | Monique Peltriaux     | Divers         | 217          | 0,65         |             |             |  |
|                | Richard Lefebvre      | MNR            | 164          | 0,49         |             |             |  |
|                |                       |                |              |              |             |             |  |
| Inscrits       | Inscrits              | Inscrits       | 61 229       | 100,00       | 61 220      | 100,00      |  |
| Abstentions    | Abstentions           | Abstentions    | 27 277       | 44,55        | 28 608      | 46,73       |  |
| Votants        | Votants               | Votants        | 33 952       | 55,45        | 32 612      | 53,27       |  |
| Blancs et nuls | Blancs et nuls        | Blancs et nuls | 557          | 1,64         | 1 184       | 3,63        |  |
| Exprimés       | Exprimés              | Exprimés       | 33 395       | 98,36        | 31 428      | 96,37       |  |

### Élections de 2012
| Candidat       | Candidat                     | Parti                 | Premier tour | Premier tour | Second tour | Second tour |  |
| Candidat       | Candidat                     | Parti                 | Voix         | %            | Voix        | %           |  |
| -------------- | ---------------------------- | --------------------- | ------------ | ------------ | ----------- | ----------- |  |
|                | Benoist Apparu sortant réélu | UMP                   | 16 580       | 37,30        | 22 382      | 52,49       |  |
|                | Rudy Namur                   | PS                    | 14 529       | 32,68        | 20 260      | 47,51       |  |
|                | Édith Erre                   | RBM (FN)              | 6 913        | 15,55        |             |             |  |
|                | Dominique Vatel              | FG (PCF)              | 2 109        | 4,74         |             |             |  |
|                | Bertrand Courot              | Divers droite (MoDem) | 1 956        | 4,40         |             |             |  |
|                | Dominique Determ             | EÉLV                  | 1 216        | 2,74         |             |             |  |
|                | Nathalie Bazylac             | LT-LNÉ                | 440          | 0,99         |             |             |  |
|                | Julien Dichant               | LO                    | 259          | 0,58         |             |             |  |
|                | Christophe Pinto             | NPA                   | 242          | 0,54         |             |             |  |
|                | Jean-Brice Demoulin          | RIC (AÉI)             | 211          | 0,47         |             |             |  |
|                |                              |                       |              |              |             |             |  |
| Inscrits       | Inscrits                     | Inscrits              | 80 952       | 100,00       | 80 933      | 100,00      |  |
| Abstentions    | Abstentions                  | Abstentions           | 35 923       | 44,38        | 36 966      | 45,67       |  |
| Votants        | Votants                      | Votants               | 45 029       | 55,62        | 43 967      | 54,33       |  |
| Blancs et nuls | Blancs et nuls               | Blancs et nuls        | 574          | 1,27         | 1 325       | 3,01        |  |
| Exprimés       | Exprimés                     | Exprimés              | 44 455       | 98,73        | 42 642      | 96,99       |  |

### Élections de 2017
|                                                                           |                                                                     |                           |                           |                          |                          |
|                                                                           |                                                                     | Premier tour 11 juin 2017 | Premier tour 11 juin 2017 | Second tour 18 juin 2017 | Second tour 18 juin 2017 |
|                                                                           |                                                                     |                           |                           |                          |                          |
|                                                                           |                                                                     | Nombre                    | % des inscrits            | Nombre                   | % des inscrits           |
| Inscrits                                                                  | Inscrits                                                            | 78 818                    | 100,00                    | 78 766                   | 100,00                   |
| Abstentions                                                               | Abstentions                                                         | 42 476                    | 53,89                     | 45 910                   | 58,29                    |
| Votants                                                                   | Votants                                                             | 36 342                    | 46,11                     | 32 856                   | 41,71                    |
|                                                                           |                                                                     |                           | % des votants             |                          | % des votants            |
| Bulletins blancs                                                          | Bulletins blancs                                                    | 592                       | 1,63                      | 2 139                    | 6,51                     |
| Bulletins nuls                                                            | Bulletins nuls                                                      | 216                       | 0,59                      | 893                      | 2,72                     |
| Suffrages exprimés                                                        | Suffrages exprimés                                                  | 35 534                    | 97,78                     | 29 824                   | 90,77                    |
|                                                                           |                                                                     |                           |                           |                          |                          |
| Candidat Étiquette politique (partis et alliances)                        | Candidat Étiquette politique (partis et alliances)                  | Voix                      | % des exprimés            | Voix                     | % des exprimés           |
|                                                                           |                                                                     |                           |                           |                          |                          |
|                                                                           | Lise Magnier Les Républicains                                       | 7 832                     | 22,04                     | 19 946                   | 66,88                    |
|                                                                           | Thierry Besson Front national                                       | 7 072                     | 19,90                     | 9 878                    | 33,12                    |
|                                                                           | Bertrand Courot Divers droite                                       | 6 053                     | 17,03                     |                          |                          |
|                                                                           | Anne-Sophie Godfroy Divers droite                                   | 4 228                     | 11,90                     |                          |                          |
|                                                                           | Claudine Lang La France insoumise                                   | 3 479                     | 9,79                      |                          |                          |
|                                                                           | Rudy Namur Parti socialiste                                         | 3 291                     | 9,26                      |                          |                          |
|                                                                           | Françoise Brunel Europe Écologie Les Verts                          | 888                       | 2,50                      |                          |                          |
|                                                                           | Sandrine Henriques-Godart Debout la France                          | 871                       | 2,45                      |                          |                          |
|                                                                           | Dominique Vatel Parti communiste français                           | 645                       | 1,82                      |                          |                          |
|                                                                           | Pascal Picart Écologiste (Mouvement 100 %)                          | 340                       | 0,96                      |                          |                          |
|                                                                           | Charlotte Cormerais Lutte ouvrière                                  | 313                       | 0,88                      |                          |                          |
|                                                                           | Bernard Calujek Extrême droite (Souveraineté, identité et libertés) | 289                       | 0,81                      |                          |                          |
|                                                                           | Manon Poinas Divers (Union populaire républicaine)                  | 233                       | 0,66                      |                          |                          |
| Source : Ministère de l'Intérieur - Quatrième circonscription de la Marne |                                                                     |                           |                           |                          |                          |

### Élections de 2022
| Résultats des élections législatives des 12 et 19 juin 2022 de la 4e circonscription de la Marne |                          |                          |                          |              |              |             |             |
| Candidat                                                                                         | Candidat                 | Parti et coalition       | Nuance                   | Premier tour | Premier tour | Second tour | Second tour |
| Candidat                                                                                         | Candidat                 | Parti et coalition       | Nuance                   | Voix         | %            | Voix        | %           |
|                                                                                                  | Lise Magnier             | Horizons                 | ENS                      | 11 329       | 33,20        | 17 294      | 55,33       |
|                                                                                                  | Thierry Besson           | Rassemblement national   | RN                       | 9 533        | 27,93        | 13 962      | 44,67       |
|                                                                                                  | Anthony Smith            | La France insoumise      | NUP                      | 6 411        | 18,79        |             |             |
|                                                                                                  | Jean-Louis Devaux        | Les Républicains         | LR                       | 3 461        | 10,14        |             |             |
|                                                                                                  | Pascal Picart            | Écologie au centre       | ECO                      | 1 153        | 3,38         |             |             |
|                                                                                                  | Emilie Laurence Bry      | Reconquête               | REC                      | 950          | 2,78         |             |             |
|                                                                                                  | Rémy Cruz                | Parti animaliste         | ECO                      | 680          | 1,99         |             |             |
|                                                                                                  | Laurent Gosseau          | Lutte ouvrière           | DXG                      | 443          | 1,30         |             |             |
|                                                                                                  | Irma Thenance            | Debout la France         | DSV                      | 166          | 0,49         |             |             |
|                                                                                                  | Georges Kuzmanovic       | République souveraine    | DIV                      | 0            | 0,00         |             |             |
| Votes valides                                                                                    | Votes valides            | Votes valides            | Votes valides            | 34 126       | 89,09        | 31 256      | 92,75       |
| Votes blancs                                                                                     | Votes blancs             | Votes blancs             | Votes blancs             | 499          | 1,43         | 1 839       | 5,46        |
| Votes nuls                                                                                       | Votes nuls               | Votes nuls               | Votes nuls               | 165          | 0,47         | 605         | 1,80        |
| Total                                                                                            | Total                    | Total                    | Total                    | 34 790       | 100          | 33 700      | 100         |
| Abstention                                                                                       | Abstention               | Abstention               | Abstention               | 42 298       | 54,87        | 43 389      | 56,28       |
| Inscrits / participation                                                                         | Inscrits / participation | Inscrits / participation | Inscrits / participation | 77 088       | 45,13        | 77 089      | 43,72       |

### Élections de 2024
| Candidat                 | Candidat                 | Parti et coalition       | Nuance                   | Premier tour | Premier tour | Second tour | Second tour |
| Candidat                 | Candidat                 | Parti et coalition       | Nuance                   | Voix         | %            | Voix        | %           |
| ------------------------ | ------------------------ | ------------------------ | ------------------------ | ------------ | ------------ | ----------- | ----------- |
|                          | Achille Bisiaux          | RN                       | RN                       | 21 045       | 42,77        | 23 378      | 47,78       |
|                          | Lise Magnier             | HOR (ENS)                | ENS                      | 15 245       | 30,98        | 25 550      | 52,22       |
|                          | Maxence Laurent          | LFI (NFP)                | UG                       | 8 845        | 17,97        |             |             |
|                          | Gabriel Michel           | LR                       | LR                       | 3 249        | 6,60         |             |             |
|                          | Laurent Gosseau          | LO                       | EXG                      | 690          | 1,40         |             |             |
|                          | Marty Ducanda            | AR (CC)                  | DIV                      | 134          | 0,27         |             |             |
|                          |                          |                          |                          |              |              |             |             |
| Votes valides            | Votes valides            | Votes valides            | Votes valides            | 49 208       | 97,46        |             |             |
| Votes blancs             | Votes blancs             | Votes blancs             | Votes blancs             | 840          | 1,66         |             |             |
| Votes nuls               | Votes nuls               | Votes nuls               | Votes nuls               | 442          | 0,88         |             |             |
| Total                    | Total                    | Total                    | Total                    | 50 490       | 100          |             | 100         |
| Abstention               | Abstention               | Abstention               | Abstention               | 27 404       | 35,18        |             |             |
| Inscrits / participation | Inscrits / participation | Inscrits / participation | Inscrits / participation | 77 894       | 63,17        |             |             |

#### Département de la Marne
- La fiche de l'INSEE de cette circonscription : « Tableaux et Analyses de la quatrième circonscription de la Marne », sur insee.fr, site de l'Institut national de la statistique et des études économiques (consulté le 10 juin 2007) [PDF]

- « Tous les députés du département de la Marne depuis 1789 » [archive du 28 septembre 2007], sur assemblee-nationale.fr, site de l'Assemblée nationale française (consulté le 10 juin 2007)

- « Informations contentieuses sur le département de la Marne (Élections législatives de 2002) »(Archive.org • Wikiwix • Archive.is • Google • Que faire ?), sur conseil-constitutionnel.fr, site du Conseil constitutionnel (consulté le 13 juin 2007)

#### Circonscriptions en France
- « Carte des circonscriptions législatives en France », sur assemblee-nationale.fr, site de l'Assemblée nationale française (consulté le 10 juin 2007)

- « Résultats électoraux officiels en France »(Archive.org • Wikiwix • Archive.is • Google • Que faire ?), sur interieur.gouv.fr, site du ministère de l'Intérieur (France) (consulté le 13 juin 2007)

- Description et Atlas des circonscriptions électorales de France sur http://www.atlaspol.com, Atlaspol, site de cartographie géopolitique, consulté le 13 juin 2007.